# Королевские тиранны
Королевские тиранны (лат. Tyrannus) — род воробьиных птиц из семейства Тиранновые.

## Виды
Род насчитывает 13 видов:
- Белогорлый королевский тиранн (Tyrannus albogularis)
- Драчливый королевский тиранн (Tyrannus caudifasciatus)
- Техасский королевский тиранн (Tyrannus couchii)
- Толстоклювый королевский тиранн (Tyrannus crassirostris)
- Большой королевский тиранн (Tyrannus cubensis)
- Серый тиранн (Tyrannus dominicensis)
- Длиннохвостый королевский тиранн (Tyrannus forficatus)
- Траурный королевский тиранн (Tyrannus melancholicus)
- Снежногорлый королевский тиранн (Tyrannus niveigularis)
- Вилохвостый королевский тиранн (Tyrannus savana)
- Королевский тиранн (Tyrannus tyrannus), или восточный тиранн
- Западный тиранн (Tyrannus verticalis)
- Королевский тиранн Кассина (Tyrannus vociferans)